# Штакельберг, Рудольф Александрович фон
Барон Рудо́льф Алекса́ндрович фон Штакельбе́рг (нем. Rudolf (Rua) Bengt von Stackelberg; 2 мая 1880, Эстляндская губерния — 3 сентября 1940 или 5 сентября 1940, Хельсинки) — российский статский и придворный чиновник, церемониймейстер императорского Двора; в эмиграции — председатель общества «Русская колония в Финляндии» (1918—1940).

## Биография
Родился 20 апреля 1880 года[по какому календарю?] в Эстляндской губернии. Происходил из старинного баронского рода Штакельбергов. Брат — Николай (08.08.1874, Лассинорм, Эстляндская губерния — 04.01.1930, Брюссель). 
В 1901 году окончил Александровский лицей.
В 1905 году был пожалован придворным званием камер-юнкера и в чине коллежского асессора служил помощником столоначальника Департамента государственного казначейства.
Затем служил при канцелярии Министерства императорского двора делопроизводителем. В 1911 году был 
пожалован придворным званием «в должности церемониймейстера».
В 1917 году присутствовал при отречении от престола императора Николая II.
После эмиграции оказался в Финляндии, где был избран председателем общества «Русская колония в Финляндии». Активно участвовал в формировании русского Никольского прихода в Хельсинки и открытии приходского кладбища.
В 1935 году был избран председателем «Общества русских художников в Финляндии» (с 1936 года стал почётным председателем).
Скончался 3 сентября 1940 года в Хельсинки и был похоронен на русском Никольском кладбище.

## Награды
- Орден Святого Владимира IV степени
- Орден Святого Станислава II степени
- Орден Святой Анны II степени
- Медаль Красного Креста «В память русско-японской войны»
- Знак «В память 100-летия Императорского Александровского лицея»
- Золочёный знак «В память 200-летия города Царское Село»
- Медаль «В память русско-японской войны»
- Медаль «В память 100-летия Отечественной войны 1812» (1912)
- Медаль «В память 300-летия царствования дома Романовых» (1913)

иностранные
- Орден Святого Саввы II степени (Сербия)
- Орден Почётного легиона кавалерский крест (Франция)
- Орден Спасителя III степени (Греция)
- Орден «За гражданские заслуги» III степени (Болгария)
- Орден Двойного дракона II степени 3 класса (Китай)
- Орден Данеброг II степени (Дания)
- Орден Вазы командорский крест II степени (Швеция)
- Орден Благородной Бухары III степени (Бухарский эмират)

## Семья
Жена — баронесса Елена Богдановна (или Германовна) Майдель (1904—1971).